# Franz von Hohenwart
Le comte Franz Josef Hannibal von Hochenwart, aussi orthographié Franc Jožef Hanibal Hohenwart ou plus simplement Franz von Hohenwart est un naturaliste carnolien passionné d'entomologie né à Laibach le 24 mai 1771 et mort le 2 août 1844.

## Biographie

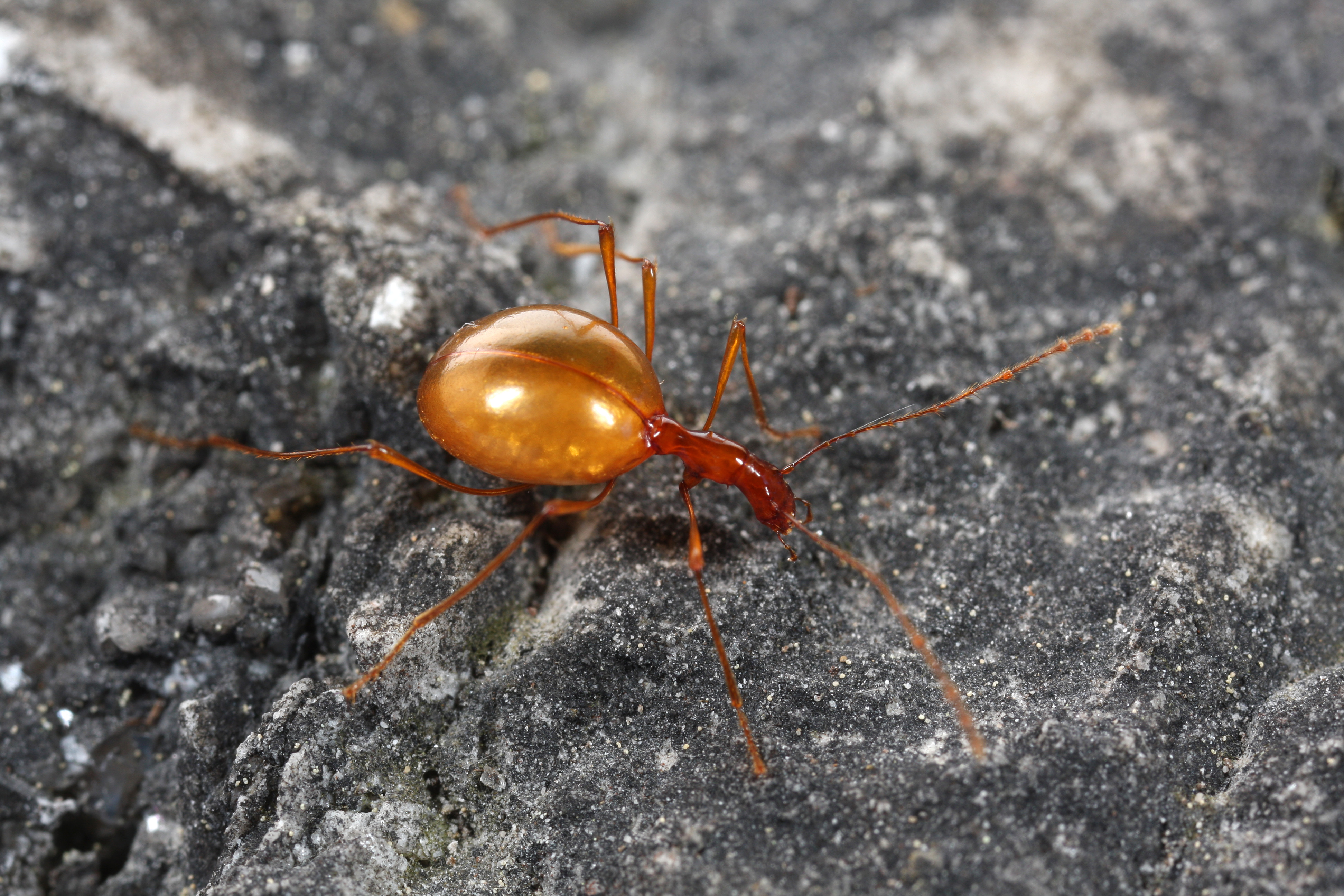
Leptodirus hochenwartii, insecte cavernicole devant son nom à Franz Hohenwart.

Il fait ses études de sciences naturelles et minières à Vienne.
Il est connu pour avoir le premier réalisé l'ascension du Mangart, du Dobratsch et du Hochstuhl durant sa jeunesse, en 1794.
C'est sous son impulsion qu'est créé le Musée national de Slovénie à Ljubljana, dès 1821 et Hohenwart le dirige de 1830 à 1836. Il lui offre également ses collections de coquilles de gastéropodes.

### Taxons dédiés
Plusieurs taxons portent son nom, comme les deux insectes cavernicoles Leptodirus hochenwartii Schmidt, 1832 ou Hohenwartiana hohenwarti (Rossmaessler, 1839).